# Henriette Schwarzpark
Het Henriette Schwarzpark is een klein park in Osdorp, Amsterdam-Nieuw West. Het is gelegen tussen de Baden Powellweg, Ookmeerweg en Osdorper Ban. Het wordt doorsneden door een voet- en fietspaddeel van de Osdorperweg.
Het park van 311 (noord-zuid) bij 78 meter (oost-west) werd aangelegd op een al langer bestaande groenstrook en werd op 1 september 2022 vernoemd naar de 'moeder van het Humanistisch Verbond' Henriette Schwarz (1893-1974). Zij was echtgenote van filosoof, rechtsgeleerde en vrijdenker Leo Polak (1880-1941), naar wie het aan de overzijde van de Baden Powellweg gelegen Leo Polakhuis is vernoemd. Dit 'tehuis voor buitenkerkelijke bejaarden' is in 1971 in gebruik genomen. Tegenwoordig heet het Woonzorgcentrum Leo Polak.
Op 12 april 2023 werden het straatnaambord en informatiepaneel onthuld door enkele nazaten van het echtpaar Polak-Schwarz.